# ظافر تشيفيك
ظافر تشيفيك (بالتركية: Zafer Çevik)‏ هو لاعب كرة قدم تركي في مركز الوسط، ولد في 20 يناير 1984 في إزمير في تركيا. لعب مع أضنة دمير سبور وبوجاسبور وجبزي سبور ودينيزلي سبور وقيصري إيرسيسبور ونادي فنربخشة.

## وصلات خارجية
- ظافر تشيفيك على موقع اتحاد تركيا (لاعب) (الإنجليزية)
- ظافر تشيفيك على موقع قاعدة بيانات كرة القدم.إي يو (الإنجليزية)
- ظافر تشيفيك على موقع Soccerway.com (الإنجليزية)
- ظافر تشيفيك على موقع عالم كرة القدم.نت (الإنجليزية)